# Babahoyo
Babahoyo is de hoofdstad van de provincie Los Ríos en een parochie (parroquia) in Ecuador in het kanton Babahoyo. De stad is gesticht op 30 september 1948 en heeft bijna honderdduizend inwoners. Babahoyo ligt tussen twee grote rivieren die samen de Río Babahoyo vormen en kent een grote rivierhaven.

## Geboren
- Jefferson Montero (1989), Ecuadoraans voetballer